# Birger Leirud
Birger Leirud (Karl Birger Leirud; * 26. Juni 1924 in Sørum; † 10. Februar 1999 in Leirsund, Skedsmo) war ein norwegischer Hochspringer.
1946 wurde er Vierter bei den Leichtathletik-Europameisterschaften in Oslo. Bei den Olympischen Spielen kam er 1948 in London auf den 13. Platz und 1952 in Helsinki auf den 17. Platz.
Viermal wurde er Norwegischer Meister (1946, 1949, 1950, 1952). Seine persönliche Bestleistung von 1,96 m stellte er am 8. September 1947 in Stockholm auf.